# Глобел
Глобел (словен. Globel) — поселення в общині Содражиця, регіон Південно-Східна Словенія, Словенія.